# Carol Popp de Szathmári

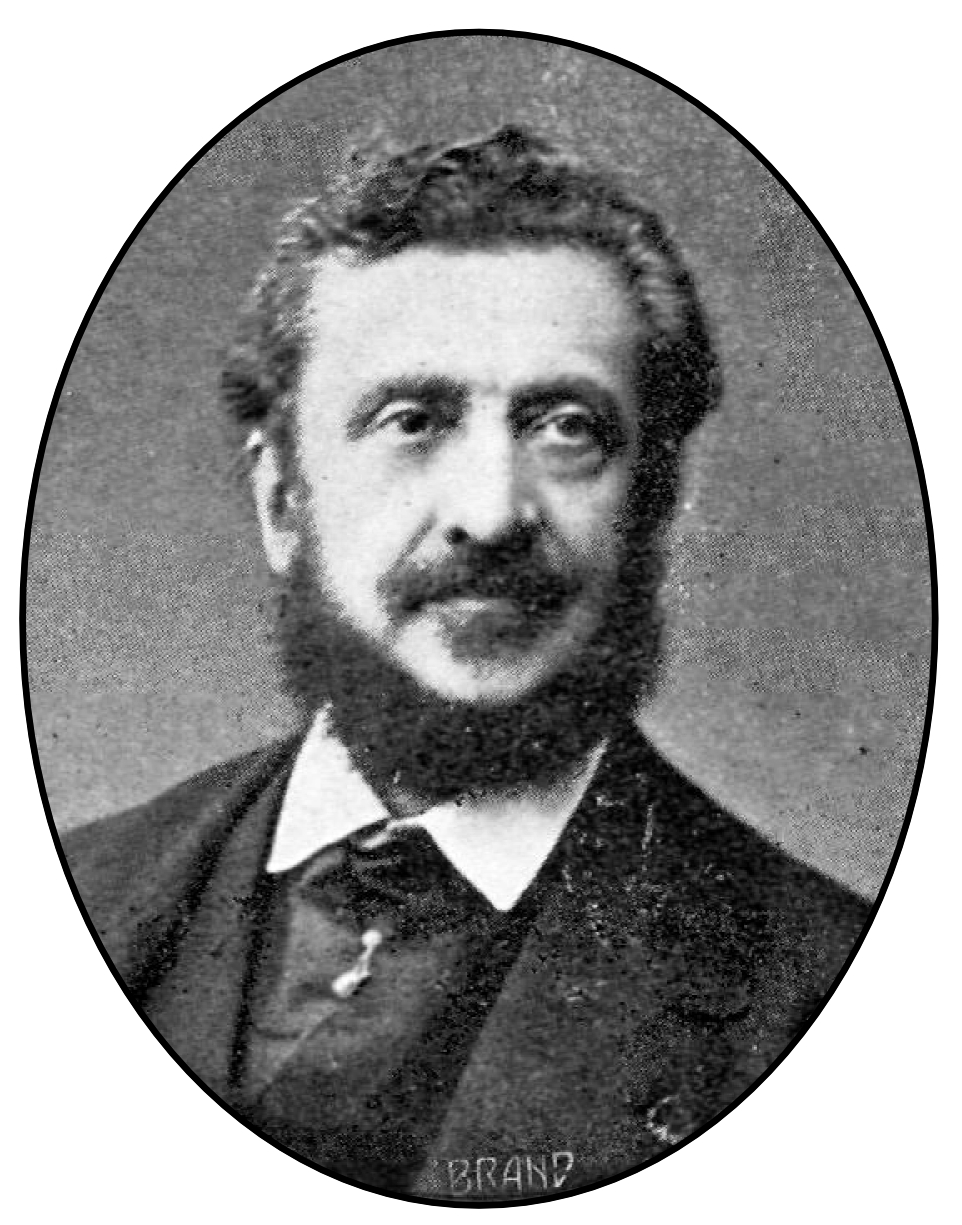
Carol Popp de Szathmári

Carol Popp de Szathmári (auch: Károly Szathmáry Pap, Karl Baptist von Szathmari; geb. 11. Januar 1812 entweder in Cluj [Klausenburg, Kolozsvár], oder in Sătmar [Sathmar]; gest. 3. Juni 1887 in Bukarest) war ein ungarisch-rumänischer Fotograf, Lithograf und Maler. Er gilt als einer der ersten Kriegsfotografen.

## Lebensweg

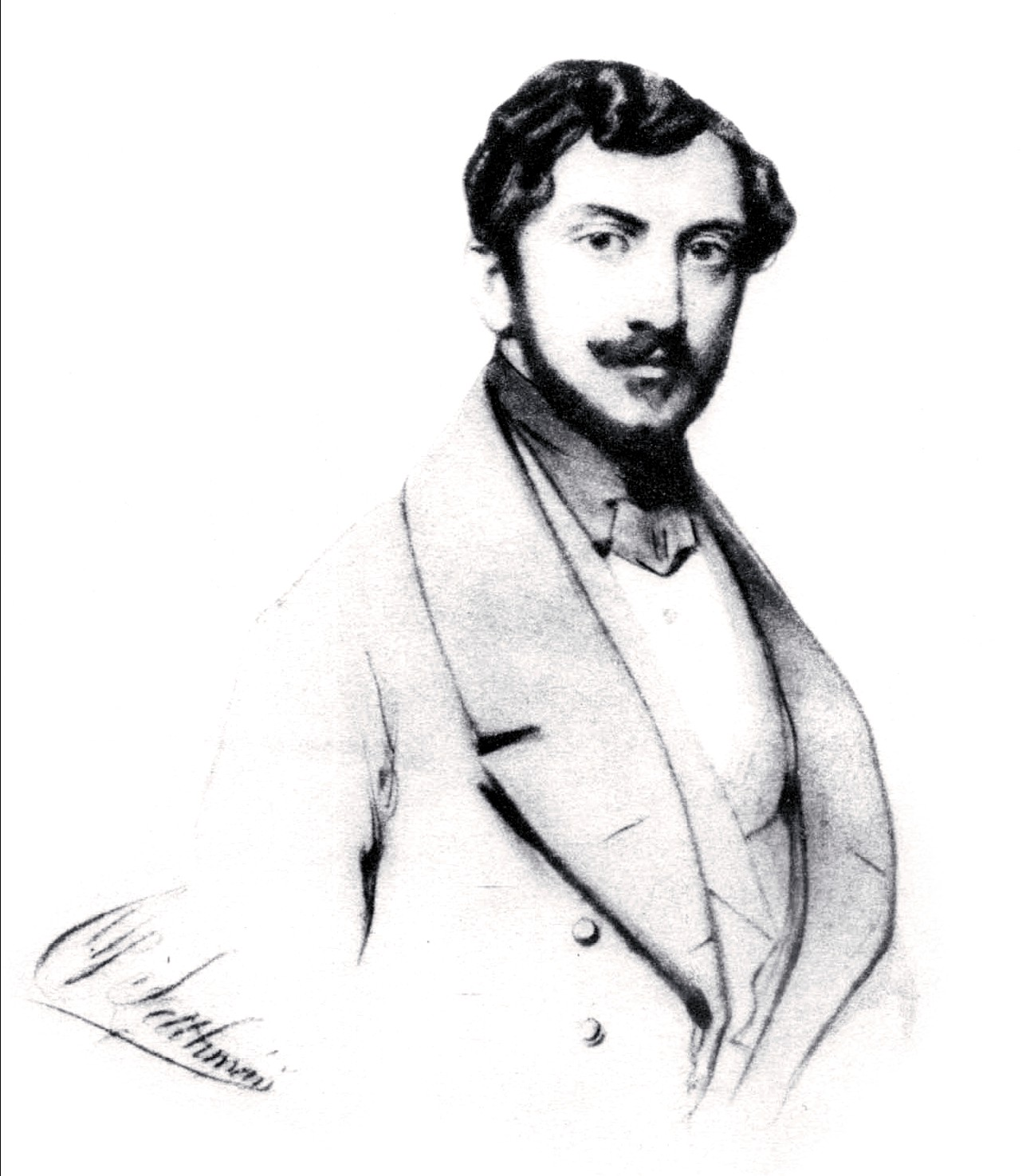
Carol Popp de Szathmári

Carol de Szathmári wurde in Siebenbürgen (Transsylvanien) in eine adelige Familie geboren. Sein Vater war ein höherer Gubernialbeamter. Carol de Szathmári sprach fließend Rumänisch, Deutsch, Französisch und Italienisch. De Szathmáris Interesse an Kunst wurde bereits während seiner Schulzeit in Cluj (Klausenburg) von seinen Lehrern, den Malern Sámuel Nagy und Gottfried Neuhauser, gefördert.
De Szathmári studierte in Cluj entweder reformierte Theologie oder Rechtswissenschaft (von 1827 bis 1831).
De Szathmári hielt zunächst Rechtsvorlesungen an der reformierten höheren Lehranstalt in Cluj,. In den folgenden Jahren übte de Szathmáry verschiedene Ämter in Klausenburg, Hermannstadt (Sibiu) und schließlich an der Siebenbürgischen Hofkanzlei in Wien aus. Für kurze Zeit studierte er an der Akademie der bildenden Künste Wien, schloss sein Kunststudium dort jedoch nicht ab.
1835 gab er seine Beamtenlaufbahn auf und verbrachte die nächsten etwa fünf Jahre auf Reisen, vor allem nach Italien, wo er seine künstlerischen Fertigkeiten durch den zeitweiligen Besuch der Kunstakademien in Rom, Florenz und Padua erweitert. In dieser Zeit entwickelte er Interesse auch für Archäologie, Volkskunde (Ethnographie), Zoologie sowie Botanik und begann mit dem Aufbau seiner Kunst- und Kuriosa-Sammlung. Um 1840 kehrte de Szathmári nach Siebenbürgen zurück, wo er sich hauptsächlich als Porträtmaler und Lithograph betätigte.
Auf mehreren Reisen durch das Land zeichnete er die Vorlagen für ein lithographisches Werk, seinen um 1843 herausgegebenen, mit Ortsansichten, Landschaften und Trachtenbildern illustrierten Text- und Bildband „Erdély képekben“ („Siebenbürgen in Bildern“).
Er verließ Siebenbürgen (Transsylvanien) im Jahr 1843 oder im Jahr 1845 und zog nach Bukarest in der Walachei um, wo er sich zunächst mit Kartografie beschäftigte und dem Major (und Schriftsteller) Dimitrie Papazoglu bei der Erstellung von Landkarten für den Generalstab half.
In Bukarest arbeitete de Szathmári als Maler. Er erhielt in den 1840er und 1850er Jahren zahlreiche Malaufträge. De Szathmári erarbeitete sich rasch einen guten Ruf als Porträt- und Landschaftsmaler. Seine Gemälde führte er einesteils in Öl- und andernteils in Wasserfarben aus.
De Szathmári unterhielt gute Beziehungen zu den regierenden Fürsten der Walachei, für die er Porträts und verschiedene andere Motive malte. Unter seinen ersten Gönnern waren Gheorghe Bibescu, von 1843 bis 1848 regierender Fürst der Walachei, und seine Frau Maritzica. De Szathmári porträtiert die beiden mehrfach. Auch für Bibescus Bruder, Barbu Dimitrie Știrbei, der ihm 1849 auf den Thron der Wallachei folgte, hat de Szathmári gemalt. De Szathmári reiste viel; unterwegs zeichnete und malte er, was ihm charakteristisch erschien, etwa: Landbevölkerung in typischen Trachten, Landschaften, Häfen, Kirchen und Klöster.

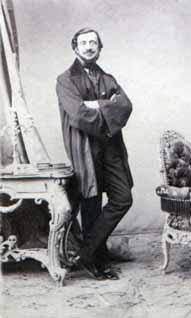
Carol Popp de Szathmáry. Fotografie von Ludwig Angerer

Laut Helmut Gernsheim wandte de Szathmári sich im Herbst 1843 der Fotografie zu, laut John Hannavy um das Jahr 1844 herum. De Szathmári fertigte zunächst Daguerreotypien an. Laut Adrian-Silvan Ionescu nahm de Szathmári vier Jahre später, im November 1848, seine erste Kalotypie auf. Schon kurz darauf verwandte de Szathmári für seine Fotografien Albuminplatten, ab den frühen 1850er-Jahren arbeitete er mit Kollodium-Nassplatten. Dem Österreichischen Biographischen Lexikon zufolge wandte de Szathmári sich im Jahr 1848 der Fotografie zu, gründete 1850 eines der ersten Fotoateliers in Bukarest und wurde einer der bedeutendsten frühen Vertreter der Kunst- und Dokumentarfotografie in Rumänien.
Das Fürstentum Walachei, das spätestens seit der Mitte des 16. Jahrhunderts unter starkem osmanischem Einfluss gestanden hatte, geriet in der Folge des Russisch-Türkischen Kriegs (1768–1774) zunehmend unter russischen Einfluss. Im Russisch-Türkischen Krieg von 1828/1829 marschierten russische Truppen in die Walachei ein und besetzten unter anderem auch Bukarest. Die walachischen Fürsten waren zu dieser Zeit keine souveränen Landesherren, sondern kaum mehr als Statthalter Russlands. Unter den Kunden, die sich in de Szathmáris Atelier fotografieren ließen, waren zahlreiche russische Offiziere. De Szathmáris Bekanntschaft mit diesen teils hochrangigen Militärs erleichterte ihm später seine fotografische Arbeit während des Krim-Krieges (1853 bis 1856).
Im Revolutionsjahr 1848 kam es – wie in vielen anderen europäischen Ländern – auch in der Moldau, in der Walachei und in Siebenbürgen zu Aufständen.
Im Jahr 1850 unternahm de Szathmári eine Reise durch das osmanische Reich, Persien (Iran) und Syrien.
Bald nach Kriegsausbruch im November 1853 – und damit ungefähr ein Jahr vor Roger Fenton – besuchte Carol Popp de Szathmári mit seiner Kamera und einem von Pferden gezogenen Dunkelkammerwagen die Schauplätze des russisch-osmanischen Krimkrieges beiderseits der Donau, nahe Oltenița. Dank seiner guten Kontakte zu beiden Kriegsparteien, der russischen wie auch der osmanisch-westeuropäischen, konnte de Szathmári auf beiden Seiten der Front fotografieren. Seine Fotografien zeigen sowohl russische Truppen und Armeeführer und ihre Verteidigungsanlagen als auch osmanische. Während er in einem russischen Feld-Quarantänestation Aufnahmen machte, geriet er unter Beschuss durch osmanische Artillerie.
Nach dem Krim-Krieg stellte de Szathmári ein Album mit 200 seiner Fotografien von den Kriegsschauplätzen zusammen, das viel Beachtung und Anklang fanden. So besaßen der französische Kaiser Napoleon III., die britische Königin Victoria, der Kaiser Franz Joseph I. von Österreich-Ungarn und der Komponist Franz Liszt ein Exemplar von de Szathmáris Fotoalbum, ferner auch der belgische König Leopold I., König Wilhelm I. von Württemberg und der russische Zar Alexander II.
Fotografien von de Szathmári wurden auf der Exposition Universelle in Paris im Jahr 1855 ausgestellt. De Szathmári wurde dort für seine Arbeiten mit einer Medaille zweiter Klasse ausgezeichnet. Einige seiner Fotos aus dem Krimkrieg lieferten die Vorlagen für farbige Lithografien, die de Szathmári 1855 in Wien drucken ließ.
Nach 1855 widmete de Szathmári sich der Darstellung von Genreszenen („Mutter und Kind“, „Die Wasserträger“).
Im Jahr 1860 gab de Szathmári in Bukarest mit „Illustratiunea. Jurnal Universal“ (dt.: „Die Illustration. Universal-Journal“) die erste illustrierte Zeitschrift der Walachei heraus. Sie enthielt neben Holzschnitten, die de Szathmári aus Paris mitbrachte und die bereits in der französischen Wochenzeitschrift „L’Illustration“ verwendet worden waren, auch Grafiken von de Szathmári selbst. Mangels guter Holzschneider musste er die Herausgabe seiner illustrierten Zeitschrift jedoch schon nach etwa einem Jahr wieder aufgeben.
1863 fertige de Szathmári offizielle Porträts des regierenden Fürsten Alexandru Ioan I. und seiner Frau, der Prinzessin Elena, an, die später in Paris von Lemercier lithographiert wurden. Im selben Jahr, also 1863, erhielt de Szathmári den Titel des Hofmalers und Fotografen des regierenden Fürsten. Er schenkte Prinzessin Elena ein kleines Album mit Carte-de-Visite-Bildern von Einheimischen in Trachten und mit Ansichten von Bukarest.
In den Jahren 1860 und 1864 gehörte de Szathmári zum Gefolge des regierenden Fürsten Alexandru Ioan I., als dieser dem Sultan Abdülaziz in Konstantinopel seine Aufwartung machte. De Szathmári fertigte bei Empfängen und offiziellen Anlässen Skizzen an, die später in illustrierten Zeitschriften wie der rumänischen „Illustratiunea“ und den französischen Illustrierten „L'Illustration“ und „Le Monde illustré“ veröffentlicht wurden. Der osmanische Sultan verlieh de Szathmári für seine Kunstwerke den Mecidiye-Orden.
Nach der Abdankung von Alexandru Ioan stellte auch sein Nachfolger, Carol I. von Hohenzollern-Sigmaringen, de Szathmári in seine Dienste. Der Maler und Fotograf begleitete den jungen Fürsten auf seinen Reisen durch das Land und skizzierte dabei alle wichtigen Ereignisse, die er miterlebte. Er malte viele Landschaften für seinen neuen Gönner, fotografierte aber auch weiterhin. Im Jahr 1869 stellte Szathmari ein Fotoalbum mit dem Titel „România“ fertig, das Landschaften und historische Denkmäler enthielt, die er ab 1867 fotografiert hatte. De Szathmári veröffentlichte ein weiteres Album mit seinen Aufnahmen der Kathedrale von Curtea de Argeș. Seine Alben wurden mit Erfolg sowohl auf der Exposition Universelle 1867 in Paris als auch auf der Weltausstellung 1873 in Wien ausgestellt. Seine Bilder von Landbevölkerung in Trachten und rumänischen Landschaften sowie das Album, das er der Kathedrale von Curtea de Arges gewidmet hatte, erhielten in Paris eine ehrenvolle Erwähnung und wurden in Wien mit einer Medaille ausgezeichnet. Szathmari veröffentlichte eine chromolithografische Mappe mit dem Titel „România. Albumul Înaltimei Salle Domnitorului Carol I. Peisage frumose si costume gratiose ce avemu în terra“ („Rumänien. Das Album Seiner Hoheit des regierenden Fürsten Carol I. Schöne Landschaften und schöne Trachten aus unserem Land“) im Jahr 1868.
Der französischen Geograf Élisée Reclus verwendete zur Illustration seiner Buchveröffentlichungen Kupferstiche, die nach Fotografien von de Szathmári angefertigt wurden, und gab die Foto-Vorlagen anschließend an die Pariser Société de Géographie weiter. Auf diese Weise gelangten einige Fotografien de Szathmáris in den Besitz dieser französischen Gesellschaft für Erdkunde.
De Szathmári schrieb gelegentlich für die 1864 gegründete Wiener Fachzeitschrift „Photographische Korrespondenz“. 1870 wurde de Szathmári Mitglied der Photographischen Gesellschaft (PhG) in Wien. Seit 1864 war de Szathmári Mitglied der Société française de photographie.
Im Russisch-Osmanischen Krieg von 1877/78, der in Rumänien als rumänischer Unabhängigkeitskrieg bezeichnet wird, kämpfte Rumänien an der Seite Russlands gegen die osmanische Herrschaft. De Szathmári fotografierte 1877/78, inzwischen 65 Jahre alt, auch in diesem Krieg. Er folgte seinem Fürsten Karl I. auf die Schlachtfelder und fotografierte ihn im Kreise seines Stabes und der ausländischen Militärattachés, ferner das Generalhauptquartier, Feldlager, zur Musterung anstehende Truppen, Lazarette, Artillerie-Batterien, gekaperte Schiffe auf der Donau und so weiter.
Nach dem Krieg wurden die Bilder von de Szathmári als Album „Suvenir din Resbelul 1877-78“ („Andenken an den Krieg 1877-78“) herausgegeben. Einige seiner Fotografien lieferten die Vorlage für die großen Aquarelle, die der regierende Fürst für seine Privatsammlung in Auftrag gab. Andere wurden in illustrierten Zeitschriften wie der französischen „L'Illustration“, der britischen „The Illustrated London News“, der deutschen „Illustrirten Zeitung“ und der rumänischen „Resboiul“ („Die Flut“) veröffentlicht.

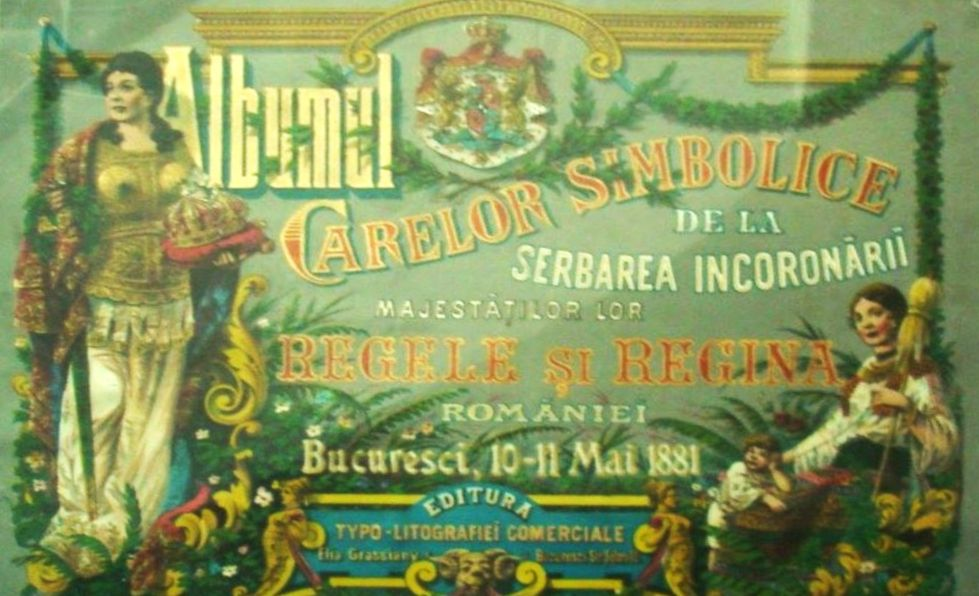
„Das Album der allegorischen Wagen von der Krönungsfeier Ihrer Majestäten des Königs und der Königin von Rumänien“

 1881, als Prinz Carol I. der erste König von Rumänien wurde, fotografierte de Szathmári zusammen mit einem Kollegen, dem Fotografen Andreas Daniel Reiser, die Krönungszeremonie. Da jedoch das schlechte Wetter es ihnen erschwerte, brauchbare Fotografien zu machen, fertigte de Szathmári Zeichnungen nach den blassen Fotos an und stellte daraus ein chromolithografisches Album zusammen. Dieses Album war sein letztes großes Werk. Der königliche Hofmaler und Fotograf Carol Pop de Szathmári starb am 3. Juni 1887 in Bukarest.
De Szathmáris einziger Sohn, Alexander de Szathmári, galt als talentierter Maler.

## Veröffentlichungen von Carol de Szathmári
- um 1843 gab de Szathmári den lithographischen Text- und Bildband „Erdély képekben“ („Siebenbürgen in Bildern“), mit Ortsansichten, Landschaften und Trachtenbildern heraus.
- Im Jahr 1869 stellte de Szathmári ein Fotoalbum mit dem Titel „România“ fertig, das Aufnahmen von Landschaften und historischen Denkmälern enthielt, die er ab 1867 fotografiert hatte.
- im Jahr 1868 veröffentlichte de Szathmári eine chromolithografische Mappe mit dem Titel „România. Albumul Înaltimei Salle Domnitorului Carol I. Peisage frumose si costume gratiose ce avemu în terra“ („Rumänien. Das Album Seiner Hoheit des regierenden Fürsten Carol I. Schöne Landschaften und schöne Trachten aus unserem Land“).
- „Albumul Resbelului 1877-1878“ („Kriegsalbum 1877—1878“) bzw. „Suvenir din Resbelul 1877-78“ („Andenken an den Krieg 1877-78“)
- „Albumul Carelor Simbolice de la serbarea încoronării Majestăților Lor Regele și Regina României, Bucuresci 10-11 Mai 1881“, („Das Album der symbolischen Wagen von der Krönungsfeier Ihrer Majestäten des Königs und der Königin von Rumänien, Bukarest, 10./11. Mai 1881“), chromolithografisches Album mit Zeichnungen de Szathmáris von der Krönungszeremonie von Prinz Carol I. im Jahr 1881, nach Fotografien von Carol Popp de Szathmári und Andreas Daniel Reiser.

## Auszeichnungen

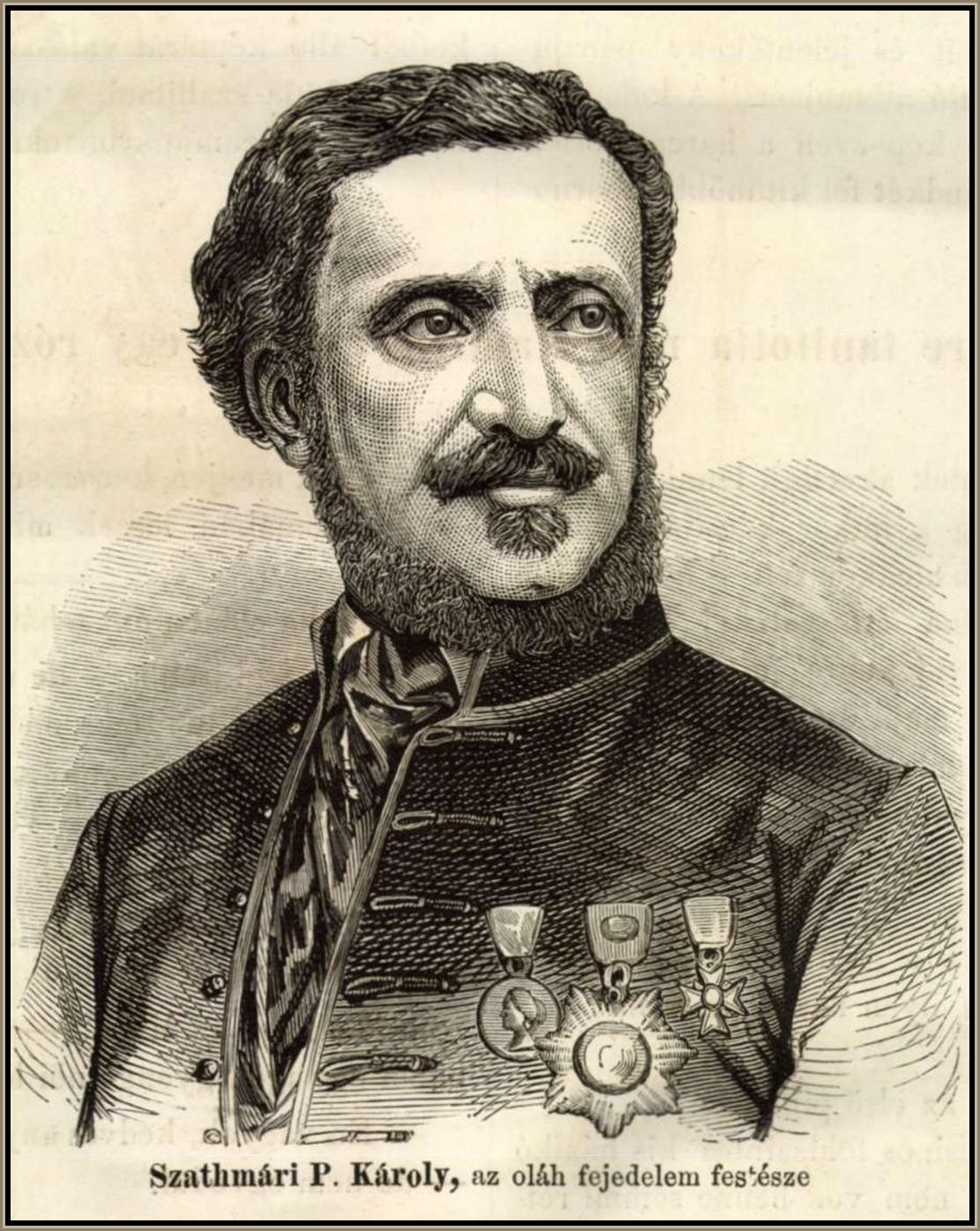
Károly Pap Szathmáry, 1865

- 1863 erhielt de Szathmári den Titel eines Hofmalers und Fotografen des rumänischen regierenden Fürsten Alexandru Ioan I.
- Teilnahme an den Weltausstellungen in London (1851), Paris (1867) und Wien (1873), wo Carol de Szathmári jeweils unter den Preisträgern war, sowie an den „Ausstellungen lebender Künstler“, die 1865 und 1868 in Bukarest stattfanden[44]
- Medaille 2. Klasse auf der Pariser Weltausstellung 1855
- mehrere Auszeichnungen des Großherzogs Carl Alexander von Sachsen-Weimar-Eisenach[45]
- Für sein fotografisches Werk erhielt Carol Popp de Szathmári mehrere Medaillen und Orden, verliehen von den Kaisern Napoleon III. und Franz Josef (1855), Königin Victoria von Großbritannien (1860), Sultan Abdülaziz (Mecidiye-Orden, Rang IV, 1864)[46]
- 1884 verlieh ihm König Carol I. den Stern von Rumänien im Rang eines Ritters[47]

## Verwendete Literatur über Carol de Szathmári
- Adrian-Silvan Ionescu, „Szathmari: from a War Photographer to a Ruling Prince’s Court Painter and Photographer“, S. 80–89, in: Anna Auer / Uwe Schög (Hrsg.), Jubilee – 30 Years ESHPh, Congress of Photography in Vienna, European Society for the History of Photography (ESHPh), Wien 2008, http://www.eshph.org/wp-content/uploads/2015/12/2008_Jubilee_lowres.pdf

- John Hannavy, „Szathmari, Carol Popp De (1812–1887)“, S. 1370/1371, in: John Hannavy (Hrsg.), „Encyclopedia of Nineteenth-Century Photography“, Routledge-Verlag, New York / London, 2008, 1630 Seiten, ISBN 978-0-415-97235-2, http://phsc.ca/camera/wp-content/uploads/2019/07/Encyclopedia-of-19th-Century-Photography.pdf

- M. Tataru, „Szathmáry (Szathmári, Popp de Szathmáry), Pap Károly (1812–1887), Maler, Lithograph und Photograph“, in: Österreichisches Biographisches Lexikon (ÖBL) 1815-1950, Bd. 14 (Lfg. 64, 2013), S. 124 f., https://www.biographien.ac.at/oebl/oebl_S/Szathmary_Pap-Karoly_1812_1887.xml

- Cronică, in: Luceafarul, 7. Jahrgang, Nr. 17, 1. September 1908, S. 432 (= S. 23 der PDF-Datei), https://documente.bcucluj.ro/web/bibdigit/periodice/luceafarul/1908/BCUCLUJ_FP_280091_1908_007_017.pdf

- M. Tataru, „Szathmáry (Szathmári, Popp de Szathmáry), Pap Károly (1812–1887), Maler, Lithograph und Photograph“, in: Österreichisches Biographisches Lexikon (ÖBL) 1815-1950, Bd. 14 (Lfg. 64, 2013), S. 124 f., https://www.biographien.ac.at/oebl/oebl_S/Szathmary_Pap-Karoly_1812_1887.xml

- Agerpres, Romanian National News Agency, „‚Carol Popp de Szathmari - painter and photographer‘, Exhibition, opened at Cotroceni National Museum“, 11. Mai 2012, https://www1.agerpres.ro/english/2012/05/11/-carol-popp-de-szathmari-painter-and-photographer-exhibition-opened-at-cotroceni-national-museum-10-15-19